# 蔥韭蚜
蔥韭蚜（学名：Neotoxoptera formosana）为常蚜科新聲蚜屬下的一个种。